# 太田瑛美
太田 瑛美（おおた えみ、2000年12月4日 - ）は、三重県出身の女子競輪選手。日本競輪選手会三重支部所属、ホームバンクは松阪競輪場。日本競輪選手養成所第120期生。師匠は萩原操（51期）。実姉は同じ競輪選手の太田美穂（112期）。

## 経歴
父が陸上競技のコーチであり、姉の美穂が先に陸上競技をしていたこともあり、自身も小学校1年から高校卒業まで陸上競技に打ち込み、短距離走と走幅跳を得意としていた。高校は「制服が可愛かった」という理由で三重県立津商業高等学校に進学。高校3年のとき、既にガールズケイリンで活躍していた姉から自転車に誘われたこと、そのレースで活躍する姉の姿に感銘を受け、競輪選手を志した。
2020年1月16日、日本競輪選手養成所第120回技能試験に二度目の受験で合格。養成所ではエリートを鍛え上げるハイパフォーマンスディビジョン（HPD）教場に所属し、競走成績は5位（11勝）。卒業記念レースは決勝6着。
2021年5月8日、名古屋競輪場での新人戦「競輪ルーキーシリーズ2021」でデビューし1着となり、デビュー戦で初勝利を挙げた。同年11月29日、松山FI（ナイター）で初優勝。また、同年は8か月間で621万1,000円を稼ぎ出し、ルーキーとして同期の中でトップであった。